# La vall de la por
La vall de la por (títol original en anglès: The Valley of Fear) és la quarta novel·la protagonitzada per Sherlock Holmes i escrita per Arthur Conan Doyle. Aquesta novel·la va ser publicada per primera vegada al Strand Magazine entre el setembre de 1914 i el maig de 1915. La primera edició en format llibre va ser publicat a Nova York el 27 de febrer de 1915.

## Argument
La història té lloc el 1888, amb un flashback basat en el llibre d'Allan Pinkerton sobre els Molly Maguires a les mines de carbó de Pennsilvània, el 1875. La novel·la està dividida en dues parts ben diferenciades. A la primera part, Sherlock Holmes, utilitzant les tècniques habituals, descobreix la identitat d'un homicida. Un cop aturat l'assassí, la història torna enrere en el temps, i narra en tercera persona els antecedents de l'assassí i la víctima. Aquesta narració està basada en els Molly Maguires, una organització que va existir realment als Estats Units. Al final s'explica breument com es va arribar a la situació inicial i els motius de l'assassinat, enllaçant les dues històries. En aquest sentit, La vall de la por, l'última novel·la de Sherlock Holmes, imita l'estructura d'Estudi en escarlata, que va ser la primera.
A La vall de la por destaca la participació del Professor Moriarty, fent que el mateix Arthur Conan Doyle sigui el primer de diversos escriptors que ignora el fet, narrat a El problema final, que el doctor Watson va sentir parlar de Moriarty poc abans de la seva mort, sense existir cap aventura en comú.

## Curiositats
El nom de La vall de la por és una traducció del nom d'una vall al sud de França. Durant l'època de les croades aquesta vall va ser popularitzada pels càtars, i alguns creuen que el Sant Grial va arribar fins allà des de Terra Santa.
És clara la influència d'aquesta obra en una posterior de l'escrit nord-americà Dashiell Hammet, titulada "Collita vermella". Molts consideren que La vall de la por anticipa a la novel·la negra com a gènere.